# Großsteingrab Godern
Das Großsteingrab Godern war eine megalithische Grabanlage der jungsteinzeitlichen Trichterbecherkultur bei Godern, einem Ortsteil von Pinnow im Landkreis Ludwigslust-Parchim (Mecklenburg-Vorpommern). Es wurde im 19. Jahrhundert zerstört. Der genaue Standort ist nicht überliefert, auch die Beschreibung der Anlage ist recht vage. Es handelte sich um ein mit Steinen umstelltes Hünengrab, womit wohl eine steinerne Umfassung gemeint war. Über die Grabkammer liegen keine Angaben vor. Um 1850 wurde das Grab teilweise abgetragen. Dabei wurden ein Beil und eine Klinge aus Feuerstein gefunden, die dem Verein für mecklenburgische Geschichte und Altertumskunde übereignet wurden.
Möglicherweise gab es noch ein zweites Grab, das um 1825 geöffnet wurde und aus dem ein vermeintlicher steinerner „Götzenkopf“ geborgen wurde. Dieser stellte sich jedoch als einfacher, unbearbeiteter Feuerstein heraus, dessen Oberfläche einige Erhöhungen und Eindrücke aufwies, die entfernt an ein Gesicht erinnerten. Da zu seiner Fundstelle keine genaueren Angaben vorliegen, ist unklar, ob sie direkt bei Godern lag und ob es sich tatsächlich um ein „Hünengrab“ gehandelt hat.